# جوزيه نازارينو
جوزيه نازارينو هو لاعب كرة قدم إكوادوري في مركز الهجوم، ولد في 16 يوليو 1997 في غواياكيل في الإكوادور. لعب مع تشارلستون بيتري.